# Elisabeth Kulmann

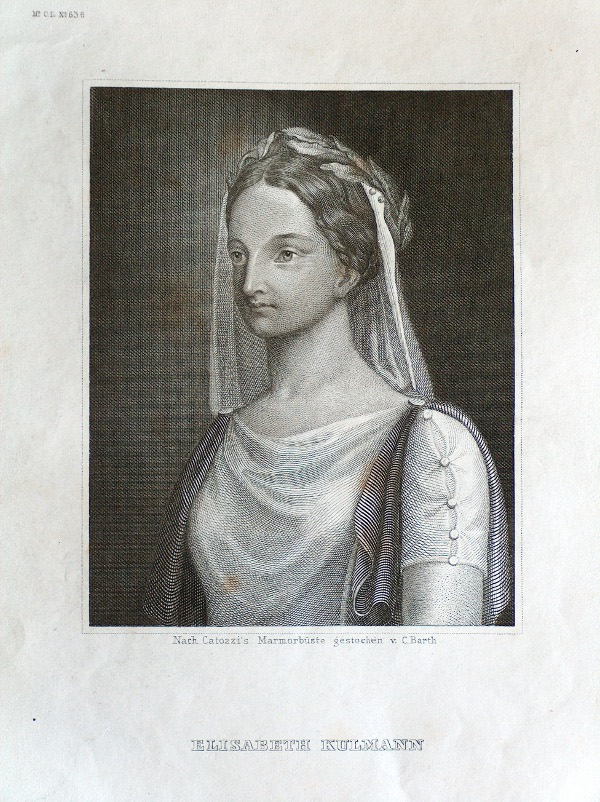
Elisabeth Kulmann, Stahlstich von Carl Barth

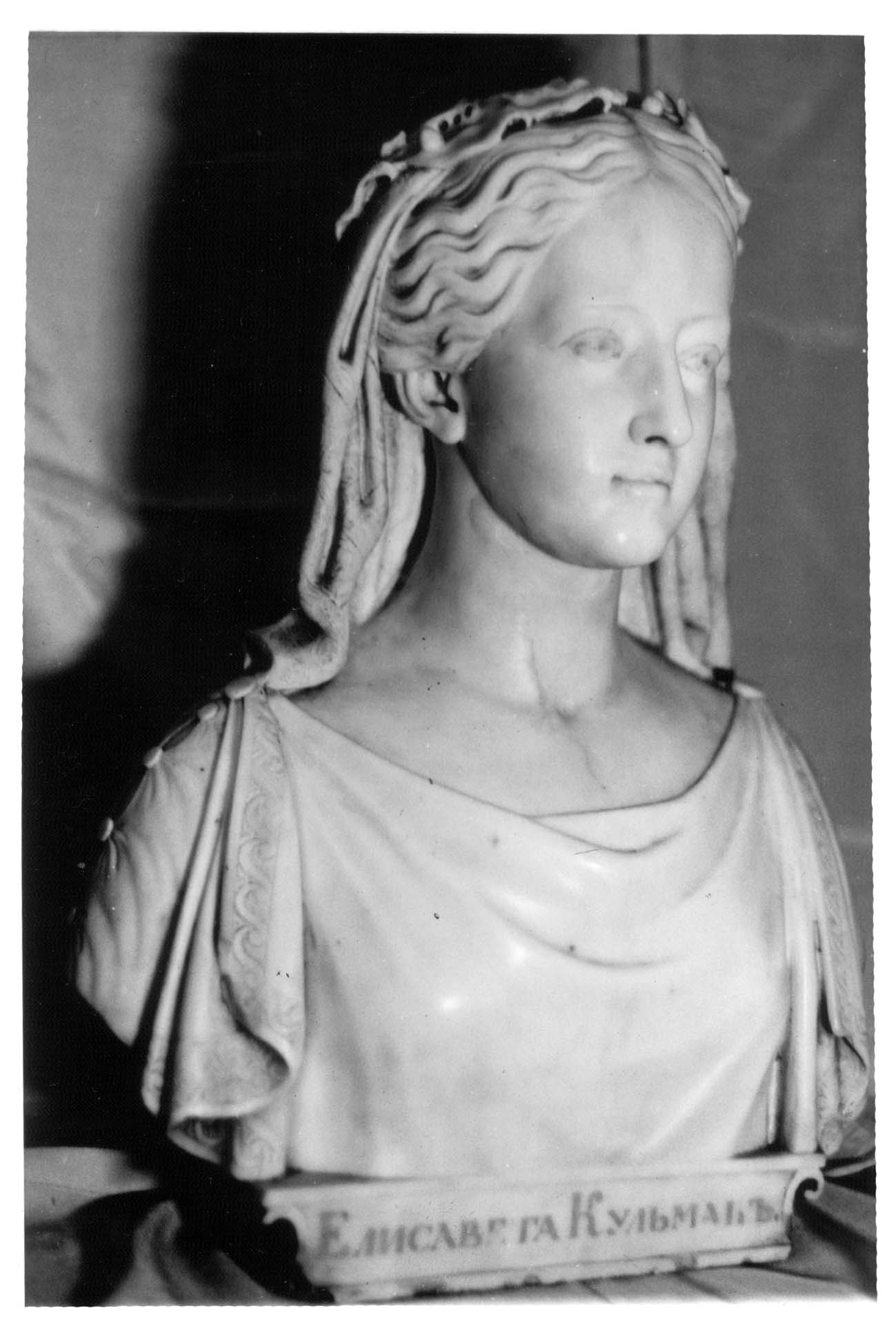
Elisabeth Kulmann

Elisabeth Kulmann (russisch Елисавета Борисовна Кульман/Jelissaweta Borissowna Kulman; * 5.jul. / 17. Juli 1808greg. in Sankt Petersburg; † 19. Novemberjul. / 1. Dezember 1825greg. ebenda) war eine deutsch-russische Dichterin.

## Leben
Elisabeth Kulmann war die jüngste Tochter einer Deutschen, Maria (geborene Rosenberg), und des russischen Offiziers Boris Feodorowitsch Kulmann, Enkel einer deutschen, nach Russland eingewanderten Familie aus dem Elsass. Als ihr Vater früh verstarb, geriet die Mutter mit ihren neun Kindern in große Armut, ließ ihnen aber trotzdem eine gute Erziehung zuteilwerden. Elisabeth, die ein großes Sprachtalent besaß, wuchs mehrsprachig auf. Aufgrund der Schulung durch ihre Mutter konnte sie schon als Sechsjährige fließend Russisch und Deutsch sprechen und lesen. Sie bekam des Weiteren von einem Bekannten der Familie, Karl Friedrich von Großheinrich, Fremdsprachenunterricht. Außer ihren beiden Muttersprachen lernte sie bis zu ihrem 15. Lebensjahr fließend Französisch, Italienisch, Englisch, Spanisch, Portugiesisch und Neugriechisch. Sie beherrschte aber nicht nur lebende, sondern auch die klassischen Sprachen Latein, Altgriechisch und Kirchenslawisch. Neugriechen erklärten, sie könne deren Sprache so gut wie sie selbst. Zusammen mit den beiden Töchtern des Sankt Petersburger Bergwerksdirektors Meder wurde sie daneben in Mathematik, Naturwissenschaften, Zeichnen, Tanz und Musik unterrichtet.
In ihrem elften Lebensjahr erschienen die ersten Dichtungen Kulmanns. Damals begann sie, deutsche Verse zu machen; später dichtete sie auch in ihren beiden anderen Lieblingssprachen Russisch und Italienisch. Darüber hinaus betätigte sie sich auch als Übersetzerin. Beispielsweise übertrug sie Werke des altgriechischen Lyrikers Anakreon in acht Sprachen und Alfieris Saul ins Russische. Zwei andere Tragödien Alfieris übersetzte sie ins Deutsche, ebenso Dramen des russischen Poeten Oserow, Iriartes Fabeln sowie Bruchstücke von Milton, Metastasio und aus den Lusiaden des portugiesischen Dichters Luís de Camões. Kurz vor ihrem Tod verdeutschte sie in schlaflosen Nächten auch neugriechische Volkslieder. Mit besonderer Vorliebe aber gab sie sich dem Studium und Einfluss der hellenischen Poesie hin.
Johann Heinrich Voß urteilte von einigen Originaldichtungen Kulmanns: „Man ist versucht, dieses Werk für eine meisterhafte Übersetzung von Gedichten eines bisher unbekannten Dichters aus der glänzendsten Epoche der griechischen Literatur zu halten.“ Der deutsche Schriftsteller Jean Paul sprach sich mit Enthusiasmus über die Arbeiten des jungen Mädchens aus, und auch Goethe, dem ebenso wie Jean Paul Proben ihrer Dichtung durch ihren Lehrer Großheinrich gesandt wurden, hielt mit seiner Anerkennung für das ungewöhnliche Talent nicht zurück.
Innerhalb von sechs Jahren dichtete Kulmann mehr als 100.000 Verse, wenn auch nicht alle ein hohes Niveau erreichten. Die von ihr mit besonderer Vorliebe angewandte Form der reimlosen oder nur teilweise gereimten dreifüßigen Jamben ist eben auch keine besonders glückliche, doch behandelte sie diese virtuos. Sie besaß treffliche Beobachtungs- und Schilderungsgabe, Gemüt und Fantasie; der Einfluss slawischer Poesie und des neugriechischen Volkslieds ist bemerkbar. Fremden Stoffen, wie ihren Schilderungen amerikanischer und afrikanischer Literatur, wusste sie große Anschaulichkeit zu verleihen, die zahlreicheren der nächsten Umgebung entnommenen mit kindlicher Anmut zu beleben. Goedeke urteilte: „Ihr Stil ist einfach, klar, ohne Redeschmuck, aber durch die bloße Darstellung ergreifend; nur mitunter verliert sie sich ins Breite, niemals ins Flache.“
Die Erfüllung von Goethes Prophezeiung, Kulmann werde in der künftigen Literatur einen ehrenvollen Rang einnehmen, verhinderte ihr frühzeitiger Tod. Entbehrung und Arbeit hatten früh ihre Gesundheit geschwächt. Als Sankt Petersburg im November 1824 von einer schweren Überschwemmung betroffen war, erkrankte sie schwer. Zwar war sie dennoch weiterhin schriftstellerisch tätig, starb aber rund ein Jahr später im Alter von nur 17 Jahren in ihrer Heimatstadt. Auf dem dortigen Smolensker Friedhof erhielt sie ihre letzte Ruhestätte mit einem von der Kaiserin Alexandra Feodorowna und der Großfürstin Helena Palowna gestifteten Denkmal aus Carrara-Marmor. Dieses zieren sie feiernde Inschriften in den elf von ihr beherrschten Sprachen.
Kulmanns in russischer Sprache abgefassten Dichtungen gab die Russische Akademie der Wissenschaften in drei Heften heraus (Sankt Petersburg 1833). Die Akademie rühmte an ihr „eine ungewöhnliche Kunst der Erfindung, Fülle der Fantasie, anziehenden Reiz der Erzählung, eine fließende Schreibart, eine geschmackvolle und täuschende Nachahmung der alten griechischen Dichter und Adel der Gefühle.“  Ihre Sämtlichen Gedichte, die mit einem Bildnis und einer 134 Seiten starken biographischen Einleitung von Karl Friedrich von Großheinrich herausgegeben wurden, sind erst mit der dritten Auflage (Leipzig 1844; 8. Auflage Frankfurt am Main 1857) nach Deutschland gelangt. Eine Auswahl aus ihren Werken erschien 1875 in Heidelberg, ihre italienischen Dichtungen Saggi poetici in dritter Auflage 1847 in Mailand. Alexis Timofeew dichtete eine Fantasie Elisabeth Kulmann, die 1842 auch in deutscher Übersetzung in Leipzig veröffentlicht wurde.

## Werke
- Sämmtliche Gedichte. Mit dem Leben, Bildniß und Denkmal der Dichterin. Herausgegeben von Karl Friedrich von Großheinrich. Pititscheskije, Petersburg 1835. – 5. Aufl., Leipzig: Otto Wigand 1847 (Digitalisat)
- Mond, meiner Seele Liebling. Herausgegeben von Hansotto Hatzig. Bilder von Ilka Christoph. – Heidelberg : bvb-edition Meichsner u. Schmidt, 1981, 1. Aufl. – LXVIII, 272 S.; bvb-edition   Nr. 26; ISBN 3-921522-26-9

## Vertonungen
1851 vertonte Robert Schumann einige Gedichte Kulmanns und überschrieb diese Gruppe von Liedern seines Ор. 103 (Mädchenlieder von Elisabeth Kulmann für zwei Sopranstimmen (oder Sopran und Alt) mit Begleitung des Pianoforte) und Op. 104 mit den Worten "Sieben Lieder von Elisabeth Kulmann zur Erinnerung an die Dichterin".